# Madeleine Vionnet
Madeleine Vionnet (Chilleurs-aux-Bois, Loiret, 22 juni 1876 – Parijs, 2 maart 1975) was een Franse modeontwerpster.
Vionnet kreeg haar opleiding in Londen en keerde daarna terug naar Frankrijk om in 1912 in Parijs haar eerste modehuis op te richten. In het interbellum werd zij een van de belangrijkste Parijse ontwerpers. Vionnet moest haar modehuis in 1939 vanwege de Tweede Wereldoorlog sluiten. Zij ging in 1940 met pensioen.

## Biografie
Vionnet werd in een arm gezin geboren als dochter van Marie Rosalie Henriette Gardembois en Jean Baptiste Abel Vionnet. Haar vader was politieman en later werkzaam bij de douane. Toen zij vijf jaar oud was, verhuisde zij met haar vader naar Aubervilliers. In 1888 werkte ze bij de vrouw van een andere politieagent. Het jaar daarop werkte ze bij een atelier, waar ze naaitechnieken leerde. In 1890 vertrok ze naar Parijs, waar ze ging werken bij de couturier Vincent in de rue de la Paix.
Toen zij 18 was trouwde zij. Het huwelijk duurde slechts kort, en het kind dat eruit geboren werd stierf op jonge leeftijd. Hoewel de negentiende eeuw nog niet voorbij was, gedroeg Vionnet zich als een feministe. Zij verliet haar echtgenoot en ging naar Engeland. Zij noemde als motief de wens om Engels te leren, maar ging daar werken in de wasserij in een instituut voor geesteszieken. Daarna vestigde zich in Londen en ging als naaister in een ziekenhuis werken. Zij werkte daar ook als passter voor Kate Reily, een Londense jurkenmaakster die onder andere voor het koninklijk huis werkte.
Vionnet keerde ten slotte terug naar Parijs waar zij zich tot haar pensionering specialiseerde in de haute couture. Vionnet overleed in 1975.

### Na haar overlijden
Zij is begraven op het kerkhof van de stad La Chassagne in de Jura, samen met Russische officieren, de vader en de oom van haar tweede echtgenoot Dimitri Netchvolodoff, een voormalige Russische marine-officier, met wie ze in 1923 trouwde. De Bibliothèque historique de la ville de Paris bezit een collectie van Madeleine Vionnet, die bestaat uit patronen vanaf de opening van haar modehuis tot de sluiting.
In 1994 werd een retrospectief aan haar werk gewijd in het Musée des Tissus in Lyon en in 1999 werd een tentoonstelling aan haar werk gewijd in het Gemeentemuseum Den Haag.

## Carrière

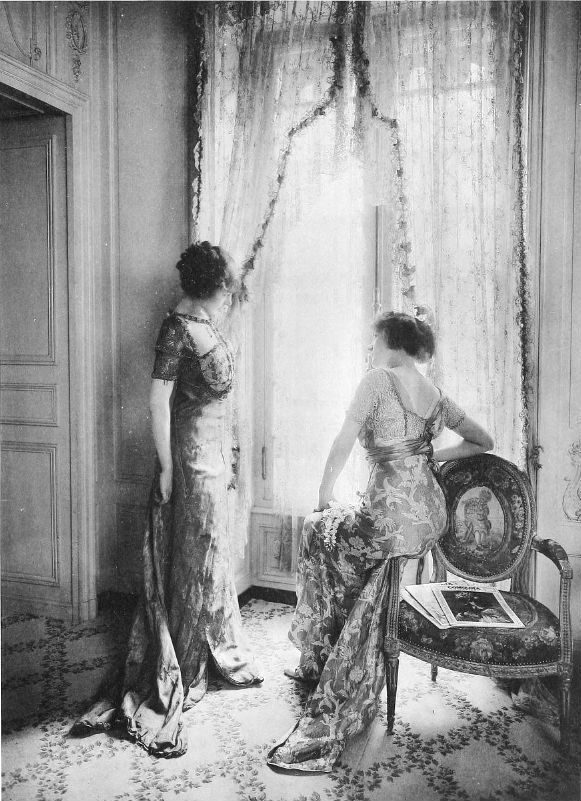
Modellen van de gezusters Callot, rond 1910

In Parijs werkte zij gedurende zes jaar bij het modehuis van de drie gezusters Callot, waar zij kledingmodellen van stof maakte. Na een onenigheid met een leidinggevende dreigde Vionnet om bij Callot te vertrekken. Ze werd echter door de oudste van de zusters, Marie Callot Gerber, overtuigd om te blijven. Deze bood haar een promotie aan, zodat Vionnet zelf kleding kon gaan maken op levende modellen samen met Gerber zelf. Later merkte Vionnet op dat zij zonder het voorbeeld van de gezusters Callot nog steeds Fords aan het maken zou zijn; door hen leerde zij om Rolls Royces te maken. De wens van Vionnet om eenvoudig te ontwerpen, was uiteindelijk echter in strijd met de karakteristieke kanten franjes die in het modehuis Callot werden toegepast.
Vionnet maakte tussen 1907 en 1911 ontwerpen voor Jacques Doucet, die haar had weggelokt bij de zusters Callot. Haar gebruik van modellen die blootsvoets waren en geen korset droegen en haar ontwerp van loshangende japonnen contrasteerde met de stijl van dat modehuis. In 1912 stichtte zij daarom haar eigen modehuis, Vionnet, op het adres 222 Rue de Rivoli, dat echter aan het begin van de Eerste Wereldoorlog moest sluiten. De oorlogstijd bracht zij grotendeels door in Rome. In 1923 maakte zij een herstart met een modehuis aan de Avenue Montaigne. De zaak werd ontworpen als een Tempel van Mode, een combinatie van atelier en winkel. Hij was het resultaat van samenwerking tussen de architect Ferdinand Chanut, de decorateur George de Feure en de beeldhouwer in kristal, René Lalique.
In 1925 kreeg haar modehuis een uitbreiding aan de Fifth Avenue in New York. Zij verkocht haar ontwerpen "van de plank", maar paste ze ook aan het lichaam van de draagster aan.
Vionnets kledingontwerpen, met de voor haar karakteristieke schuin op de draad geknipte stof, domineerden de haute couture in de jaren 1930. Dat kwam doordat haar verleidelijke japonnen gedragen werden door internationaal bekende actrices zoals Marlene Dietrich, Katharine Hepburn, Joan Crawford en Greta Garbo. Zij streed in deze periode ook voor het auteursrecht in de mode. Als werkgever hanteerde zij voor die tijd revolutionaire arbeidsomstandigheden: goede stoelen met rugleuningen (zelf had zij op een kruk moeten werken), betaalde vakanties, betaald verlof rond zwangerschap en bevalling en kinderopvang. Ook had zij een eetzaal voor haar personeelsleden en zorgde zij voor een arts en een tandarts. Op haar hoogtepunt had zij meer dan duizend personen in dienst. Zij had 26 ateliers, die zij echter zelden bezocht. Zij besteedde haar tijd in een eigen atelier, waar zij haar ontwerpen maakte.
De verantwoordelijkheden voor haar bedrijf deelde zij met haar collega Marielle Chapsal, die ook kleding ontwierp. Tussen de ateliers van beide vrouwen bevonden zich de paskamers.
In 1939, bij het begin van de Tweede Wereldoorlog, moest Vionnet haar modehuis sluiten. In 1940 ging zij met pensioen. In de loop van haar carrière had zij ongeveer 12.000 kledingstukken gemaakt.

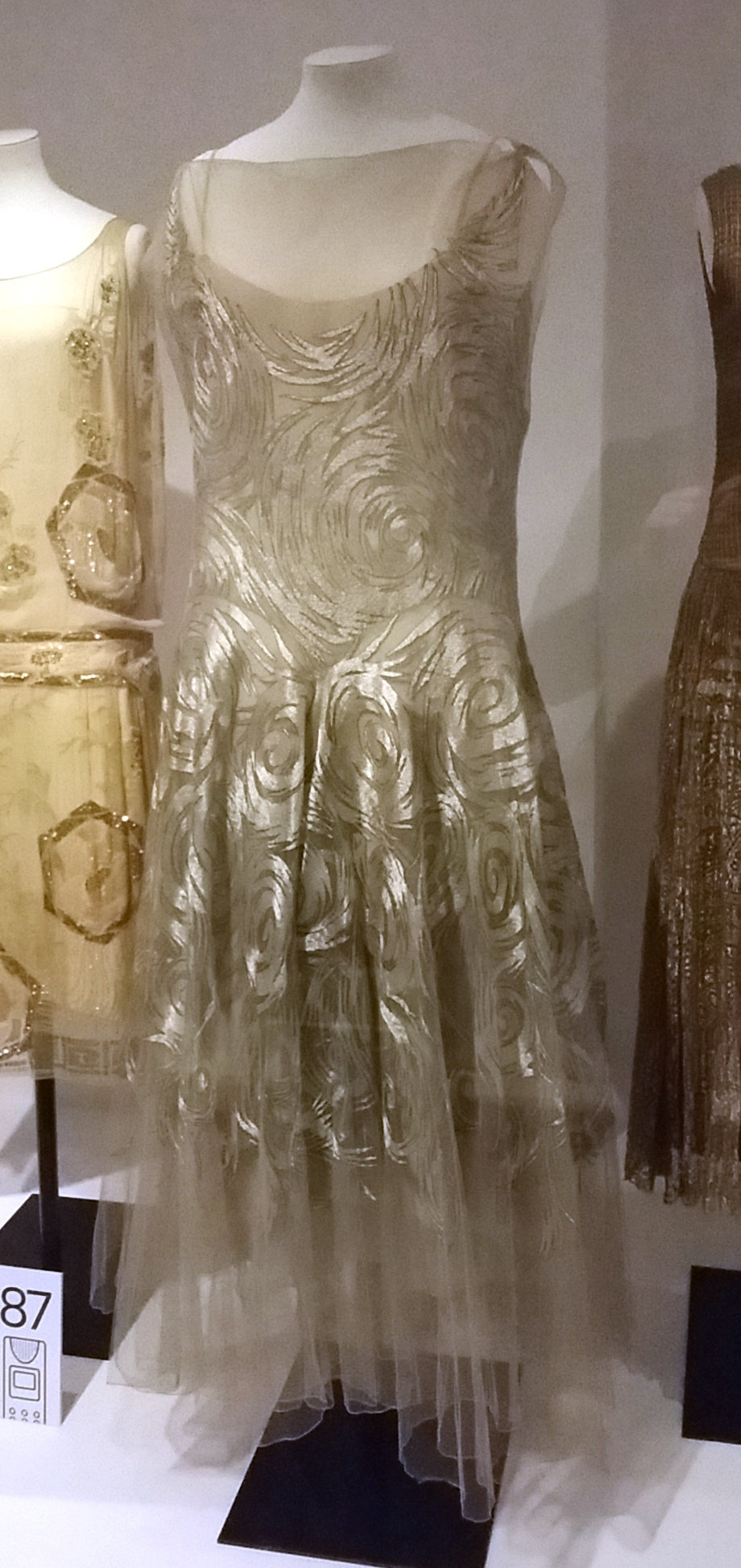
Avondjurk van Vionnet, gemaakt van geborduurde zijde, 1931

Vionnet vermeed publieke optredens en mondaine activiteiten en behield haar privéleven. Ondanks haar succes had ze een afschuw van de modewereld en van reclame. Zij vond de modegrillen en de seizoensgevoeligheid oppervlakkig. Door die grillen werd haar gevoel voor schoonheid aangetast. Vionnet wilde trouw blijven aan haar eigen visie van de schoonheid van vrouwen.

## Stijl en techniek

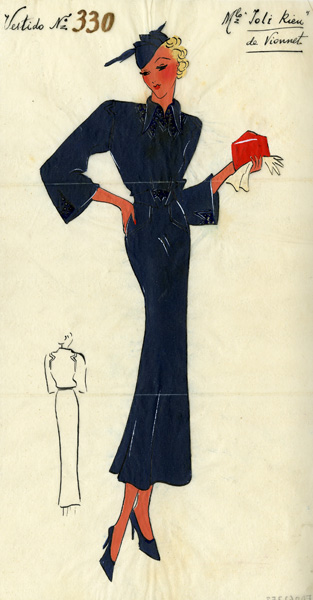
Mode-illustratie van een japon van Madeleine Vionnet

Naast Coco Chanel, wordt Vionnet gezien als een ontwerpster die zich weg bewoog van de stijve, formele kleding om te zoeken naar slankere en zachtere kleding. Zij werd bekend door kleding die de natuurlijke vormen van een vrouw accentueerden. Een uitspraak van Vionnet luidt: "Quand une femme sourit, sa robe doit sourire avec elle" (Als een vrouw lacht, moet haar jurk meelachen). Zij verafschuwde dan ook korsetten, opvullingen, verstijvingen en andere hulpmiddelen die de natuurlijke vormen van een vrouwenlichamen teniet kunnen doen.

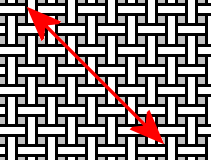
De schuine draad van textiel heeft een richting van 45 graden ten opzichte van zowel de schering als de inslag.

Vionnet werd beïnvloed door de moderne dans van Isadora Duncan, en werd net als deze geïnspireerd door de beeldhouwkunst van de oude Grieken, waar kledingstukken schijnbaar vrij om het lichaam drijven. De stijl van Vionnet veranderde weinig gedurende haar carrière, hoewel de pasvormen in de jaren 1930 iets strakker werden.
In de jaren 1920 veroorzaakte Vionnet een schok in de modewereld door kleding te ontwikkelen waarbij zij de stof schuin op de draad knipte. Bij deze techniek werden de verticale en horizontale richtingen in het uiteindelijke kledingstuk diagonaal op de schering en de inslag van de stof gelegd. Doordat geweven stof in schuine richting rekbaarder is dan de richting van de schering, kon de stof met de draagster meebewegen. Vionnet had deze methode niet zelf uitgevonden, maar ze was wel de eerste die volledige kledingstukken schuin op draad maakte. Eerder werd deze techniek gebruikt voor kleine details van kledingstukken, of hoogstens voor rokken.
De schijnbaar eenvoudige stijl van Vionnets kleding vereiste een lange voorbereiding, waarbij zij de kleding op modelpoppen van 80 cm hoog modelleerde door knippen, draperen en spelden van de stof. Op basis hiervan maakte zij volledige kledingstukken van stoffen zoals chiffon, zijde, crêpe marocain of crêpe de chine, gabardine en satijn. Deze stoffen werden in de jaren 1920 en 1930 niet algemeen gebruikt. Bij het maken van de kleding bestelde zij de stoffen circa 2 m breder dan strikt noodzakelijk, om ervoor te zorgen dat ze met name de japonnen goed kon draperen. Daarmee verkreeg zij jurken die luxueus en sensueel waren, maar ook simpel en modern. Stijlen die Vionnet gebruikte waren onder meer de zakdoekjurk, de col en de haltertop.

## Invloed op latere ontwerpers
Vionnet wordt beschouwd als een van de meest invloedrijke modeontwerpers van de twintigste eeuw. Zowel haar schuin op de draad geknipte kleding, als haar sensuele benadering van couture bleken een grote invloed te hebben op de eigentijdse en latere mode. De modeontwerpers Ossie Clark, Halston, John Galliano, Comme des Garçons, Azzedine Alaia, Issey Miyake en Marchesa zijn door haar beïnvloed. Miyake merkte ooit op dat toen hij het werk van Vionnet voor de eerste keer zag, zijn indruk overeenkwam met het wonder dat men voelt als men een vrouw na het baden ziet, met alleen een kleed om zich heen gedrapeerd.
- Bibsys: 1052563
- Bibliothèque nationale de France: cb12187150s (data)
- Gemeinsame Normdatei: 118969900
- International Standard Name Identifier: 0000 0001 1770 714X
- KulturNav: 5f1d520c-0ea2-45c1-a161-1e19e7416ea0
- Library of Congress Control Number: n91010303
- Nationale Bibliotheek van Letland: 000184710
- Bibliotheek van het Japanse parlement: 00621612
- National Gallery of Victoria: 7250
- Nationale Bibliotheek van Polen: a0000003720131
- Nederlandse Thesaurus van Auteursnamen: 097814067
- RKD-Nederlands Instituut voor Kunstgeschiedenis: 255758
- SNAC: w68s5m3x
- Système universitaire de documentation: 03046188X
- Union List of Artist Names: 500097058
- Virtual International Authority File: 74653068
- WorldCat: E39PBJyMjvgDdjjYjgF3Xy3mh3